# سرقة هارفارد
سرقة هارفارد (بالإنجليزية: Stealing Harvard)‏ فيلم جريمة أمريكي من إخراج بروس مكولوتش صدر في 13 سبتمبر 2002 .

## روابط خارجية
- سرقة هارفارد على موقع IMDb (الإنجليزية)
- سرقة هارفارد على موقع ميتاكريتيك (الإنجليزية)
- سرقة هارفارد على موقع روتن توميتوز (الإنجليزية)
- سرقة هارفارد على موقع نتفليكس (الإنجليزية)
- سرقة هارفارد على موقع قاعدة بيانات الأفلام العربية
- سرقة هارفارد على موقع ألو سيني (الفرنسية)
- سرقة هارفارد على موقع Turner Classic Movies (الإنجليزية)
- سرقة هارفارد على موقع أول موفي (الإنجليزية)
- سرقة هارفارد على موقع بوكس أوفيس موجو (الإنجليزية)
- سرقة هارفارد على موقع فيلمافينيتي (الإسبانية)

1. ↑  وصلة مرجع: http://www.imdb.com/title/tt0265808/. الوصول: 21 مايو 2016.
2. 1 2 3  وصلة مرجع: http://www.metacritic.com/movie/stealing-harvard. الوصول: 21 مايو 2016.
3. 1 2 3 4  وصلة مرجع: http://www.allocine.fr/film/fichefilm_gen_cfilm=29015.html. الوصول: 21 مايو 2016.
4. 1 2 3 4 5 6 7 8 9 10 11 12  وصلة مرجع: http://www.imdb.com/title/tt0265808/fullcredits. الوصول: 21 مايو 2016.
5. 1 2 3  مذكور في: قاعدة بيانات الأفلام التشيكية السلوفاكية. لغة العمل أو لغة الاسم: التشيكية. تاريخ النشر: 2001.